# Howick (Sudáfrica)
Howick es una ciudad ubicada en el municipio local de UMngeni de la provincia de KwaZulu-Natal, Sudáfrica. La ciudad está a 1050 m sobre el nivel del mar y a unos 88 kilómetros de la ciudad portuaria de Durban. Disfruta de veranos cálidos e inviernos frescos y secos. Un frío refrescante desciende sobre Howick cuando cae nieve en el cercano Drakensberg. La localidad está situada en la autopista N3, que la conecta con el resto de Sudáfrica.
La ciudad es la ubicación de las cataratas de Howick, que es una gran cascada que se produce cuando el río Umgeni cae 95 metros (311 pies) sobre acantilados de dolerita en su camino hacia el océano Índico. La cascada era conocida como kwaNogqaza o "El lugar del alto" por los habitantes originales zulúes. Hay varias otras cascadas en los alrededores y todas ellas se han cobrado vidas humanas. Cerca de Howick se encuentran Cascade Falls (25 m) y Shelter Falls (37 m), mientras que Karkloof Falls (105 m) está a 16 km al este.
También hay varias escuelas en Howick, incluida Howick High School.